# Берлиз
Берлиз (фр. Berlise) насеље је и општина у североисточној Француској у региону Пикардија, у департману Ен (Пикардија) која припада префектури Лаон.
По подацима из 2011. године у општини је живело 124 становника, а густина насељености је износила 18,82 становника/km². Општина се простире на површини од 6,59 km². Налази се на средњој надморској висини од 125 метара (максималној 192 m, а минималној 127 m).

## Демографија
| 1962. | 1968. | 1975. | 1982. | 1990. | 1999. | 2011. |
| ----- | ----- | ----- | ----- | ----- | ----- | ----- |
| 130   | 151   | 139   | 128   | 108   | 100   | 124   |

График промене броја становника у току последњих година